# Колховен FK-35
Колховен FK-35 (хол. Koolhoven FK-35) је двоседи холандски ловачки авион који је производила фирма Колховен (хол. Koolhoven). Први лет авиона је извршен 1925. године. 

Највећа брзина авиона при хоризонталном лету је износила 260 km/h.
Распон крила авиона је био 11,50 метара, а дужина трупа 8,70 метара.

## Наоружање
| Наоружање авиона: Колховен     |     |
| Ватрено (стрељачко) наоружање  |     |
| Топ                            |     |
| Митраљез                       |     |
| Број и ознака митраљеза        | 2   |
| Калибар                        | 7,7 |
| Бомбардерско наоружање (бомбе) |     |
| Ракетно наоружање (ракете)     |     |